# Clarks Grove
Clarks Grove è una città degli Stati Uniti d'America, situata in Minnesota, nella contea di Freeborn.